# Bosselaerius daoxianensis
Bosselaerius daoxianensis is een spinnensoort uit de familie van de Phrurolithidae.
De wetenschappelijke naam van de soort werd in 1997 als Phrurolithus daoxianensis gepubliceerd door Chang-Min Yin et al.
De soort kom voor in China.